# 上第尔县
上第尔县是巴基斯坦西北边境省所辖的一个县。该县面积3,699平方公里，人口575,858(1998年)。县治所在地为第尔。该县成立于1996年，由原第尔县析置。

## 行政区划
上第尔县分为6个乡，包含31个联合委员会。